# Roman Niciecki
Roman Niciecki (ur. 4 lipca 1950) – polski lekkoatleta, skoczek w dal, medalista mistrzostw Polski.

## Kariera sportowa
Był zawodnikiem Olimpii Poznań.
Na mistrzostwach Polski seniorów na otwartym stadionie zdobył jeden brązowy medal w skoku w dal: w 1974. Podczas halowych mistrzostwach Polski seniorów wywalczył trzy brązowe medale w skoku w dal: w 1973, 1974 i 1975.
Rekord życiowy w skoku w dal: 7,73 (9.07.1974).